# オフィーリア
オフィーリア（英語: Ophelia）は、ウィリアム・シェイクスピアの戯曲『ハムレット』の登場人物である。デンマークの若い貴婦人で、ポローニアスの娘、レアティーズの妹、ハムレット王子の妃候補でもある。王妃ガートルードとならんで、この戯曲に登場する2人の主な女性キャラクターのうちの一人である。日本語ではオフェリア、オフェリヤなどと表記することもある。
天王星の第7衛星オフィーリアのエポニムである。

## あらすじ

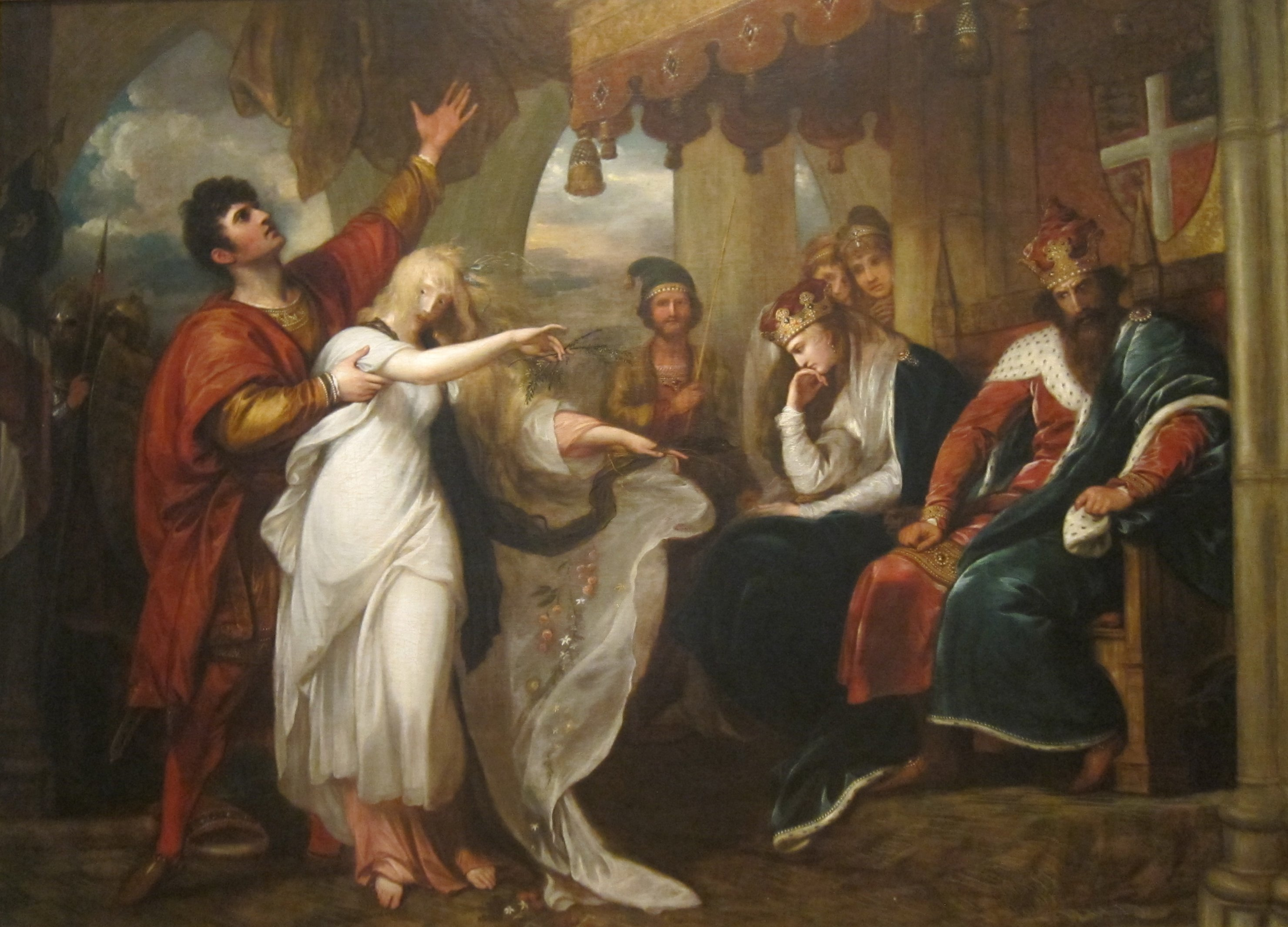
『ハムレット』第4幕第5場、王と王妃の面前のオフィーリア（ベンジャミン・ウェスト、1792年）

劇上、オフィーリアが最初に発言するのは、フランスに出発する兄レアティーズとともに登場する場面である。 レアティーズは妹に対し、デンマーク王座の後継者である王子ハムレットは自由に誰とでも結婚できるわけではないと注意を促す。レアティーズが出発せんとする間にオフィーリアの父ポローニアスも入ってきて、やはり娘がハムレットの愛を求めないよう警告する。ポローニアスはハムレットがオフィーリアに対して誠意を持っていないのではないかと恐れているのである。
次の登場場面では、オフィーリアはポローニアスに対して、ハムレットが乱れた服装で自室に急にやって来て、顔に「地獄の如き」 ("hellish") 表情を浮かべ、自分をただ見つめて話しかけもせずに3度頷いたと説明する。オフィーリアに言われたことから判断して、ポローニアスは娘にハムレットと会うことを禁じたのは間違いで、王子は娘への恋煩いで狂気に陥ってしまったに違いないと結論する。ポローニアスはすぐにハムレットの叔父かつ継父でデンマークの新しい王であるクローディアスのもとへ向かい、状況を説明しようと決める。ポローニアスはこの後で、クローディアスがアラス織りの壁掛けの後ろに隠れ、ハムレットが内密な会話のつもりでオフィーリアに話しかけるのを立ち聞きしてはと示唆する。この時点でポローニアスはハムレットがオフィーリアに恋煩いしていると確信しているため、ハムレットは愛を打ちあけるだろうと思っている。クローディアスは後で立ち聞きをするというこの案に賛同する。

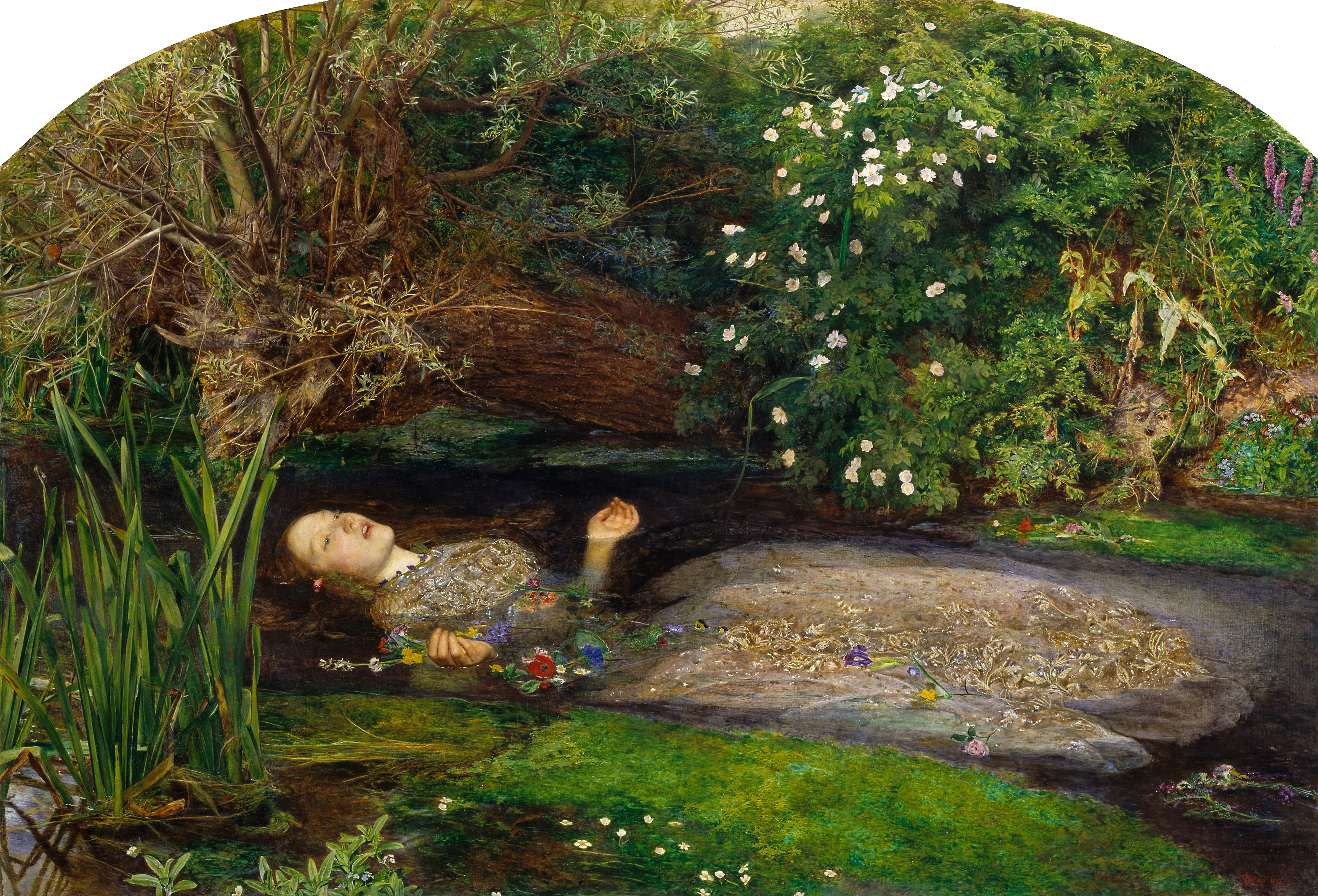
ジョン・エヴァレット・ミレーの「オフィーリア」(1852年)、テート・ギャラリーのコレクションより。1996年の映画『ハムレット』はこの絵の影響を受けている。

この案は通常「尼寺の場」と呼ばれている場面につながる。 ポローニアスはオフィーリアに、城のロビーに立っているよう指導し、自分とクローディアスは隠れることにする。ハムレットが入場し、独白で「生きるべきか、死ぬべきか」の台詞を言い始める。ハムレットはオフィーリアに近づいて話しかける。ハムレットはオフィーリアに「尼寺へ行け」と命じる。ハムレットは怒り、「もう結婚などさせない」と言って退場する。オフィーリアは当惑し、傷心したまま取り残され、ハムレットは狂気に陥ったと確信する。ハムレットが激高して出ていった後、オフィーリアは「ああ、気高いお心が壊れてしまった」ではじまる台詞を言う。
オフィーリアが次に現れるのは「ねずみとり」の芝居の場面で、ハムレットはクローディアスが先王である父ハムレットを殺害したと証明するためこの芝居をかけることにした。ハムレットはオフィーリアと一緒に座り、性的なことを口にする。ハムレットは女性の愛が短いという発言もする。
その夜、芝居の後に、ハムレットは母である王妃ガートルードと私的に会合するが、その最中にポローニアスを殺してしまう。オフィーリアが次に現れるのは父の死の後で、オフィーリアは狂気に陥っており、他の登場人物はこれを父をなくしたことによる嘆きのせいだと考えている。オフィーリアは謎かけや詩で話し、死や処女を失った乙女に関する「狂気の」猥褻な歌を何曲か口ずさむ。全員に「おやすみなさい」と挨拶した後に退場する。
オフィーリアが最後に舞台に現れるのは、レアティーズが父ポローニアスの死をめぐってクローディアスに挑もうと城にやって来た後の場面である。オフィーリアはさらに歌を歌い、花の持つ象徴的な意味を述べながら花を渡すが、意味の解釈は渡す相手ごとに違っていることもある。オフィーリアが自身の花にするのは英語で「後悔」を表す"rue"と呼ばれているヘンルーダだけで、「あなたにヘンルーダを、そして少し私にも。日曜日の恵みのハーブとも言います。ああ、でもあなたは違った意味でヘンルーダをつけないと」という台詞を言う。ヘンルーダは後悔を象徴する花として有名であるが、痛みや傷を治療するのに使われており、中絶の薬効もあると言われる。

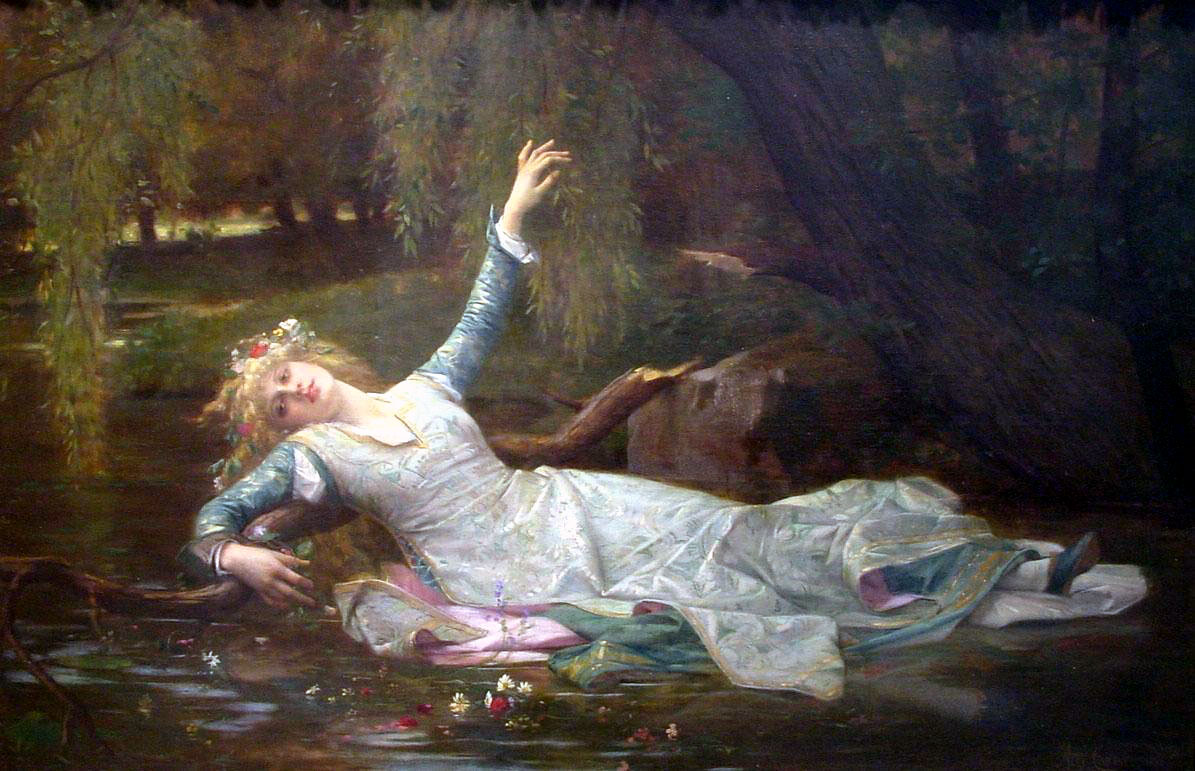
アレクサンドル・カバネルの「オフィーリア」

第4幕第7場で王妃ガートルードは「小川を斜めに横切ってはえるヤナギが…」で始まる台詞で、オフィーリアがヤナギの木に登り、小枝が折れたせいで小川に落ちて溺死してしまったことを報告する。ガートルードは、オフィーリアは「自身の災難もわからぬまま」のように見えたと述べる。ガートルードがオフィーリアの死を説明する場面は、文学における最も詩的な死の知らせの一つとして賞賛を集めている。
後の場面で、墓場にいる墓掘り人はオフィーリアは自殺したに違いないと主張している。レアティーズは墓地で聖職者が言ったことに対して怒りを露わにし、聖職者は地獄で「吠え面をかくことになる」時にオフィーリアは天国で天使になるだろうと答えている。

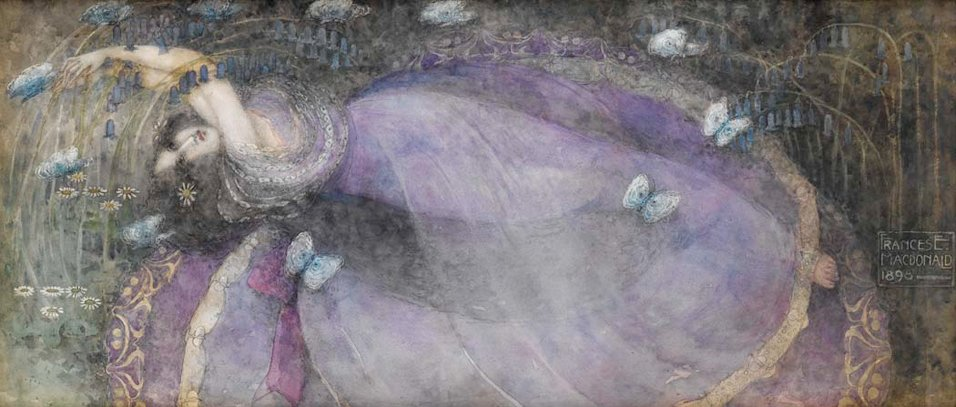
フランセス・マクドナルド「オフィーリア」(1898年)

オフィーリアの葬儀で王妃ガートルードは「美しい人には美しいものを」と言いながら墓に花を撒き、オフィーリアがハムレットの妻になってほしかったと述べている。これはレアティーズが第1幕でオフィーリアに対して警告していた内容とは逆である。それからレアティーズはオフィーリアの墓穴に飛び降り、もう一度最後に妹を腕に抱きしめ、自分がどれほどオフィーリアを愛していたか宣言するまで埋葬を待ってくれと頼む。近くに隠れていたハムレットがレアティーズに挑戦し、自分は「4万人の」兄弟よりもオフィーリアを愛していたと主張する。葬儀の場面の後ではオフィーリアはもう言及されることはない。

## 配役

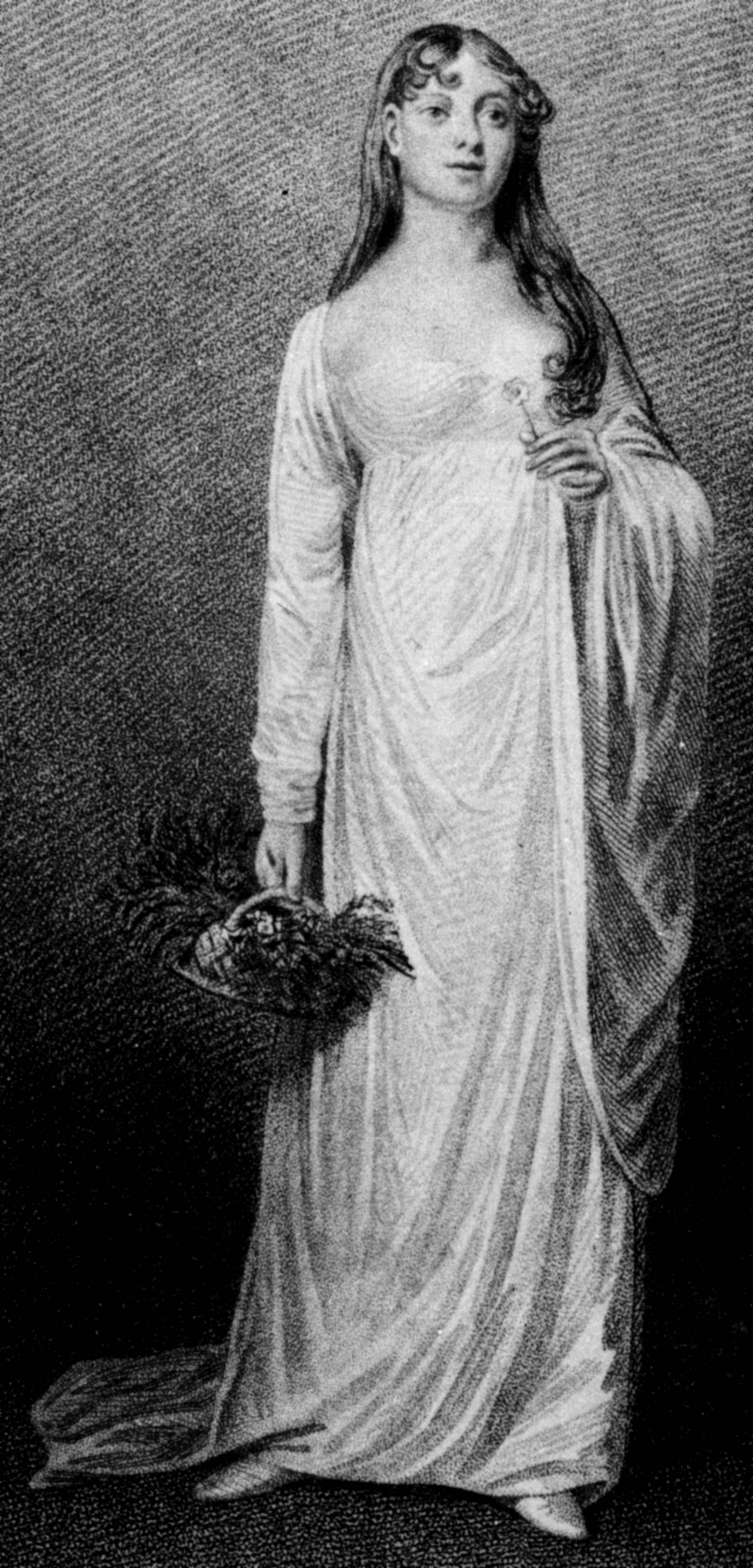
メアリ・キャサリン・ボルトン（後のレディ・サーロウ、1790年 - 1830年）が1813年にオフィーリアを演じた。ジョン・フィリップ・ケンブルが相手役のハムレットを演じた。

### 舞台上演
シェイクスピアの時代の上演ではハムレット役はリチャード・バーベッジが演じたと考えられているが、オフィーリア役については記録がない。エリザベス朝イングランドにおける商業演劇にはプロの女優がいなかったため、少年俳優がオフィーリアを演じたと考えられる。オフィーリアはバラッド「ウォルシンガム」の一節を歌い、またファースト・クォートによるとリュートを持って入場するので、演じた役者は音楽の技術を身につけていたと考えられる。
初期近代イングランドの舞台では女性の狂気についてエンブレム的な表現の型が確立されており、おろしたままの乱れ髪、白い衣装、野生の花を用いた飾りなどの装いにより、オフィーリアの精神の状態はすぐに初演の観客に「わかるように」表現されていたと推測される。アンドルー・ガーは「色彩は舞台におけるシンボリズムの主要な源であり、ゆえにハムレットの「夜の色」(1.2.68)や「厳粛な黒の習慣に基づく衣服」(1.2.78)と、オフィーリアの「処女性を示す空白の白」は特定のジェンダー化された連想を働かせただろうと述べている。エレイン・ショーウォルターの議論によると、野の花々を宮廷の人々に差し出す行動は象徴的な処女性の喪失 (deflowering) であり、一方で溺れたことによる「怪しい死に方」も女性性を連想させるものである。
ハムレットとオフィーリアの狂気の違いは、初期近代においてはジェンダーの差によって作られるものとして理解されていた。メランコリーは男性の知性の病として理解されていたが、一方でオフィーリアはエロトマニアにかかっていると理解された可能性がある。こうした女性の狂気に関する言説は1660年代以降、イングランドの商業演劇にプロの女優が現れ、役柄に「新しい意味と転覆的なテンション」を持ち込むようになってからオフィーリアの表象に影響を与えた。ショーウォルターは「オフィーリアを演じた女優の中で最ももてはやされたのは、愛に失敗したという噂があった者たちである」と述べている。ショーウォルターは恋人に裏切られて狂気に陥った元女優のスーザン・マウントフォートが1720年に監視の目を抜け出して劇場に入り込み、オフィーリアが登場するはずの場面で舞台に出てきて観客を驚かせたという逸話をひいて、女優のアイデンティティと演じた役柄が重なる感覚を説明している。 

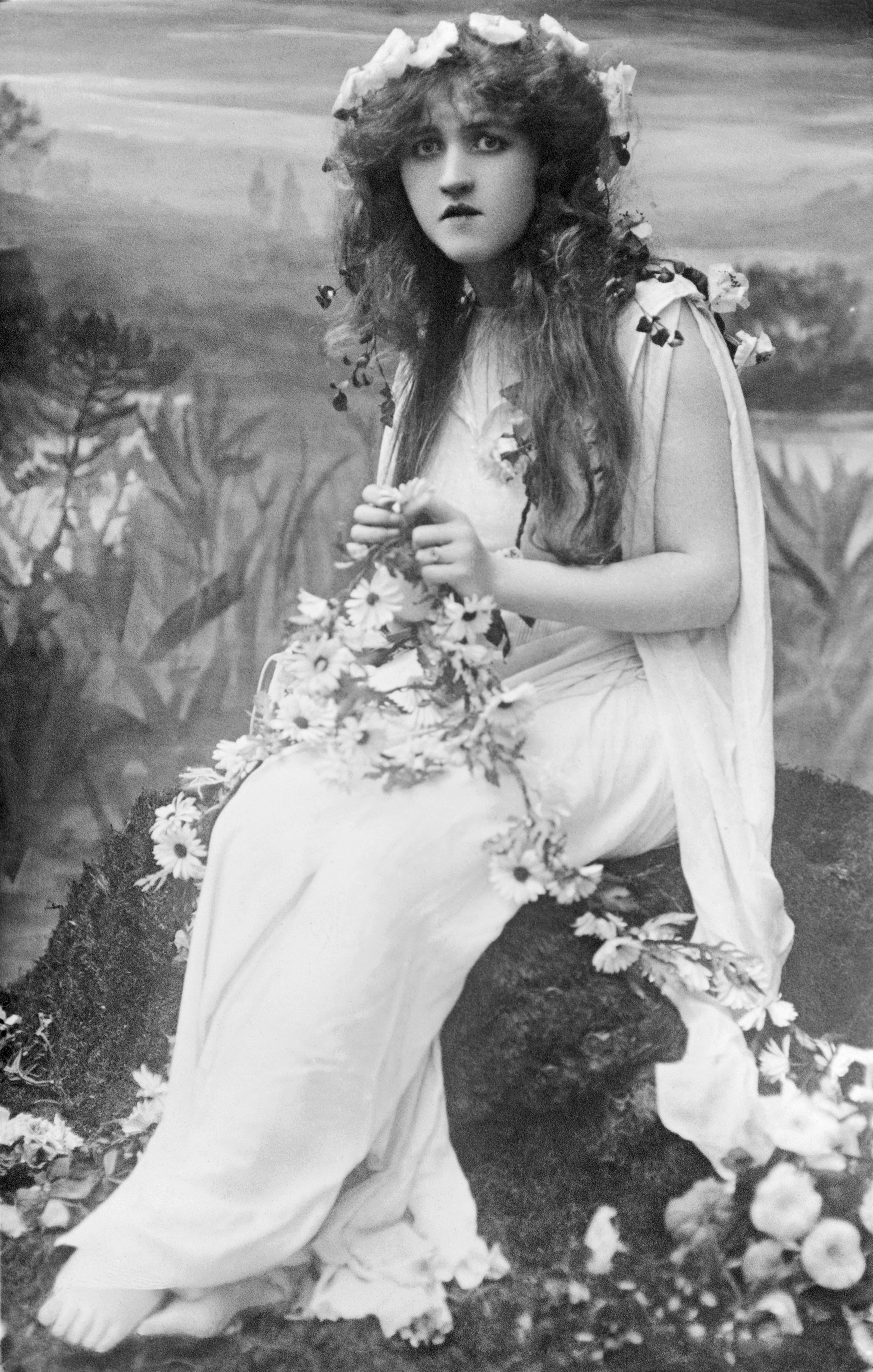
ソプラノ歌手のミニョン・ネヴァダが1910年頃にアンブロワーズ・トマのオペラ『ハムレット』でオフィーリアを演じる様子。オペラ版はプロットを単純にしてハムレットの窮状とオフィーリアがそこから受ける影響に焦点を当てている。

18世紀の間、オーガスタン時代の演劇のコンヴェンションにおいては、これほど強烈ではなく、もっとセンチメンタルで上品にオフィーリアの狂気とセクシュアリティを描写する傾向があった。1772年のミセス・レッシンガムから1813年にジョン・フィリップ・ケンブルの相手役をつとめたメアリ・ボルトンまで、オフィーリアは情熱の化身のような役どころからもう少しなじみのあるイコノグラフィへと変わった。サラ・シドンズは1785年に「堂々とした古典的な尊厳」をもってオフィーリアの狂気を演じた。

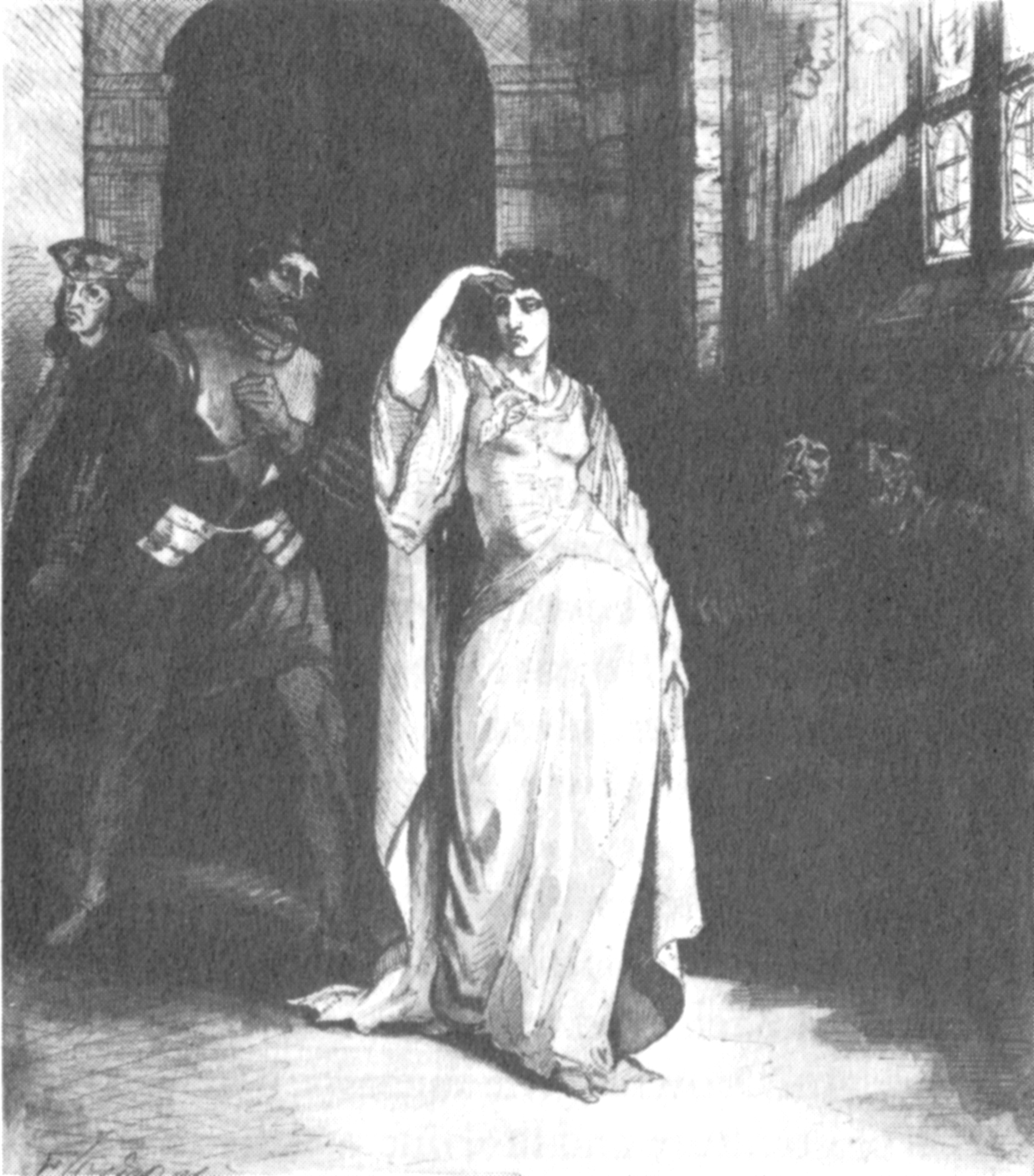
オフィーリアを演じるサラ・シドンズ

多くの偉大な女優が長年にわたりオフィーリアを舞台で演じてきた。19世紀にはオフィーリアはヘレナ・フォーシット、ドラ・ジョーダン、フランセス・アビントンなどによって演じられ、ペグ・ウォッフィントンはこの役を演じて舞台で初めて名声を勝ち取った。劇場マネージャーのテイト・ウィルキンソンはスザンナ・シバーを除いてはエリザベス・サッチェル（有名なケンブル一族の一員）が今まで見た中では最高のオフィーリアだったと述べた。
近年の上演では、2009年にはジュード・ロウの相手役としてググ・バサ＝ローが、2015年にはベネディクト・カンバーバッチの相手役としてシャーン・ブルックが舞台でオフィーリアを演じている。

### 映像化作品
オフィーリアはサイレント映画の初期から映画で描かれてきた。ドロシー・フォスターがチャールズ・レイモンド演じるハムレットの相手役として1912年の映画『ハムレット』でオフィーリアを演じた。ジーン・シモンズはハムレット役のローレンス・オリヴィエがアカデミー主演男優賞を受賞した1948年の『ハムレット』でオフィーリアを演じたが、シモンズもこの時にアカデミー助演女優賞にノミネートされている。もっと新しい映像化では、アナスタシア・ヴェルチンスカヤ（1964年版、ロシア語）、マリアンヌ・フェイスフル（1969年版）、ヘレナ・ボナム＝カーター（1990年版）、ケイト・ウィンスレット（1996年版）、ジュリア・スタイルズ（2000年版）、マライア・ゲイル（2009年版、デイヴィッド・テナント主演の舞台のテレビ化）などがオフィーリアを演じている。オフィーリアに関連する映画としては、Ophelia Learns to Swim （2000年）や Dying Like Ophelia （2002年）などがある。
現代の上演や映像化の多くで、オフィーリアは狂気の場面において裸足で現れる。映画ではグリゴーリ・コージンツェフの1964年版、フランコ・ゼフィレッリの1990年版、ケネス・ブラナーの1996年版、マイケル・アルメレイダの2000年版などがこの演出を用いている。

### 音楽
いずれも歌曲。

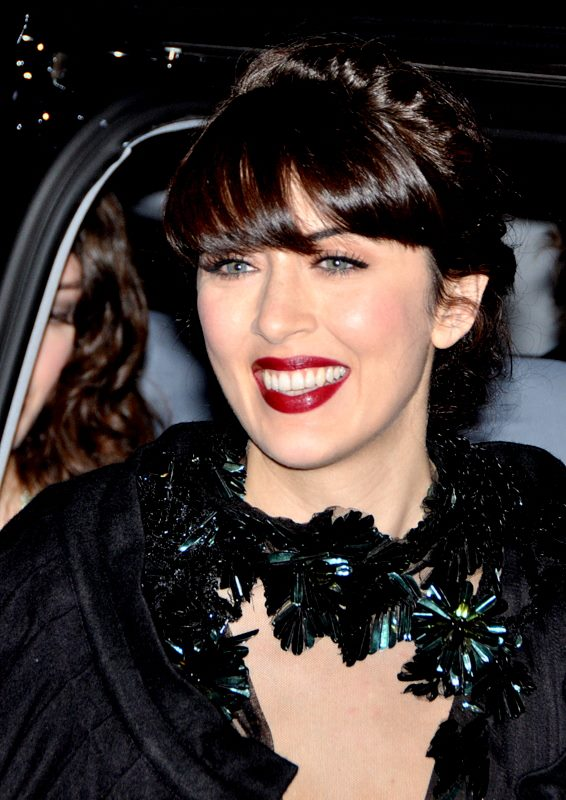
ノルウェン・ルロワ、2013年

- ベルリオーズ:「オフェーリアの死」※のち、合唱曲集「トリスティア」Op.18の第2曲に編曲。
- サン＝サーンス:「オフェーリアの死」
- ブラームス:「5つのオフェーリアの歌」WoO22
- ノルウェン・ルロワのアルバム『Ô Filles de l'eau』には『オフィーリア - Ophélia』という歌がある。

### 美術
オフィーリアはしばしば美術作品の主題となっており、古典主義、ロマン主義、ラファエル前派などの画家たちに画題とされた。

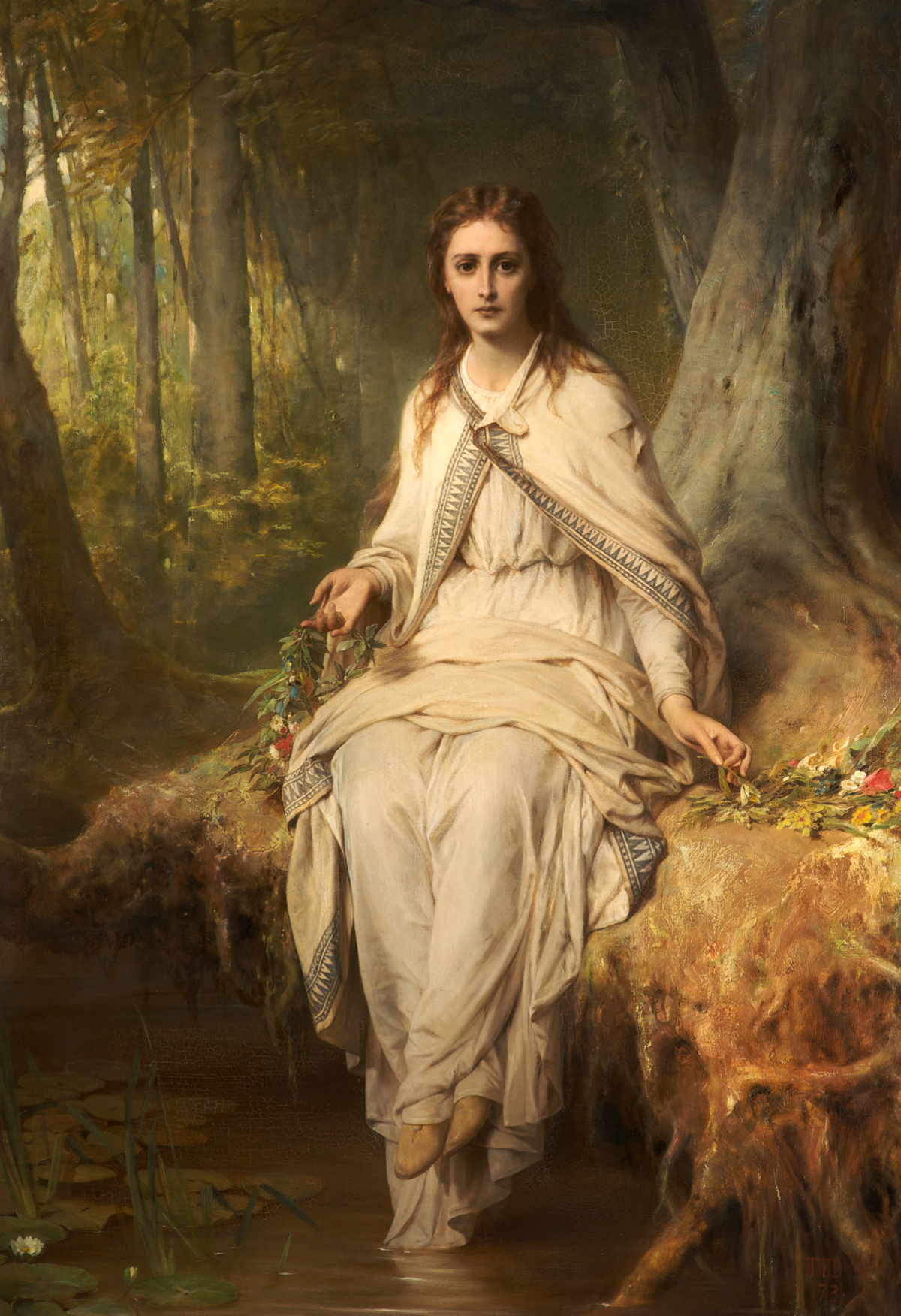
トマス・フランシス・ディクシー「オフィーリア」
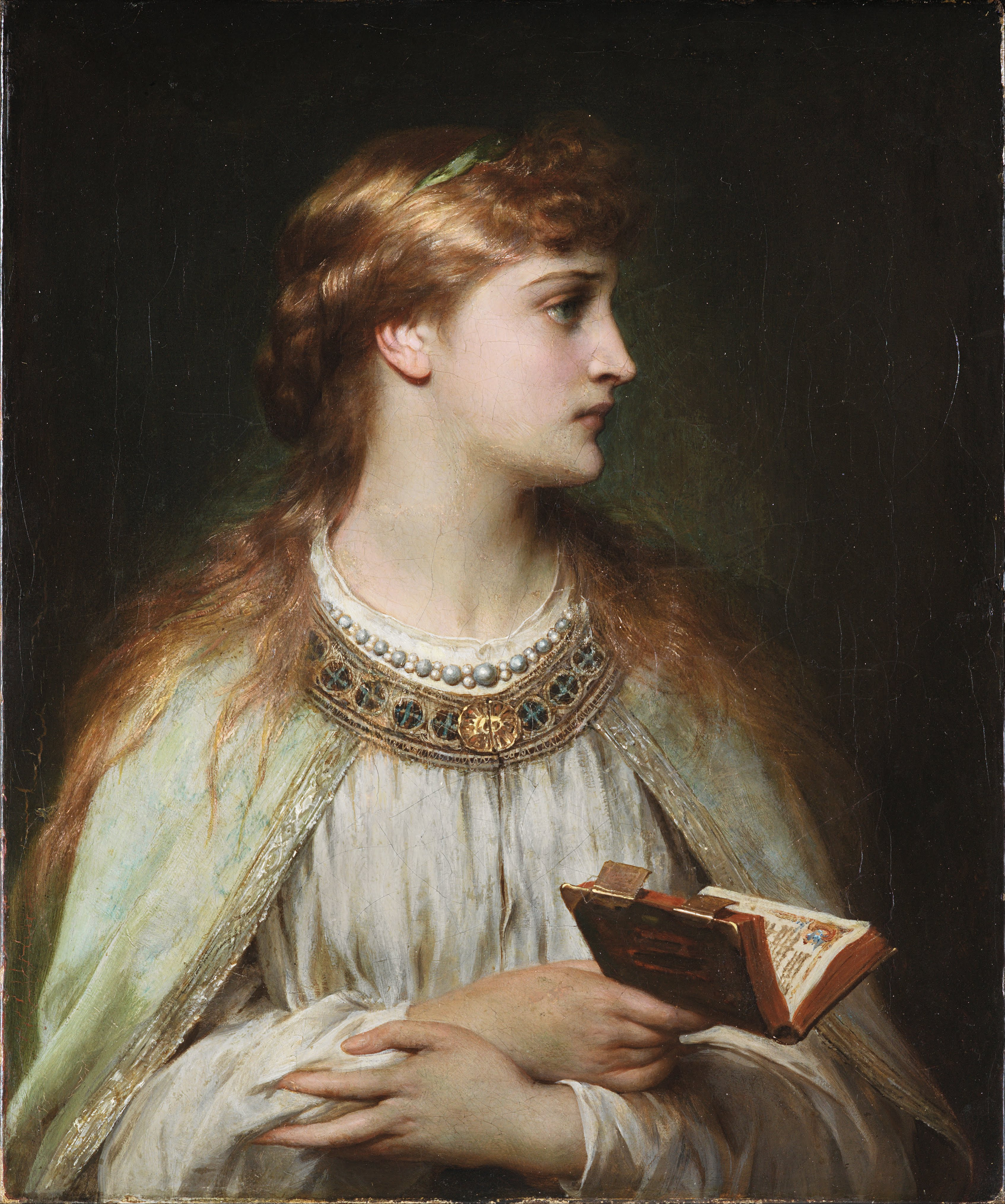
トマス・フランシス・ディクシー「オフィーリア」
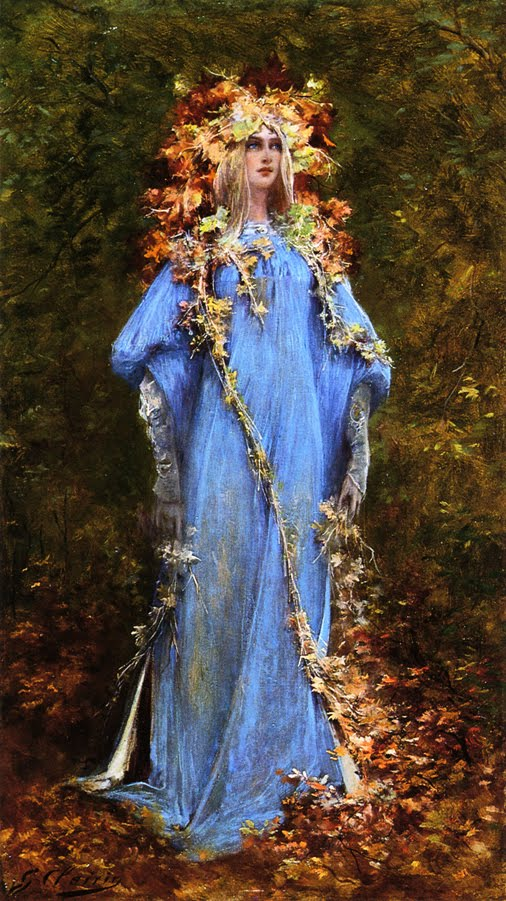
ジョルジュ・クレラン「オフィーリア」
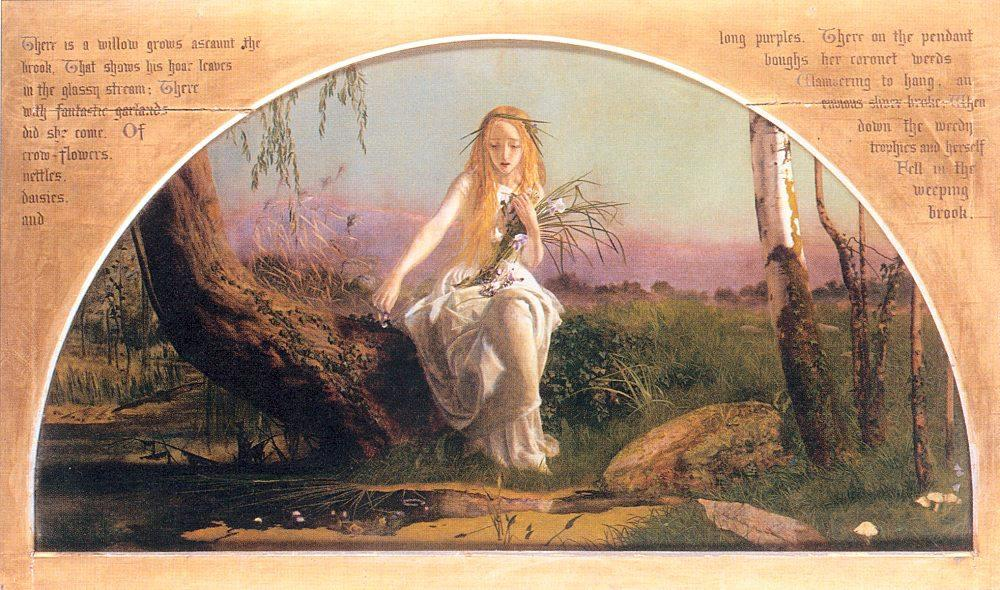
アーサー・ヒューズ - 「オフィーリア I」
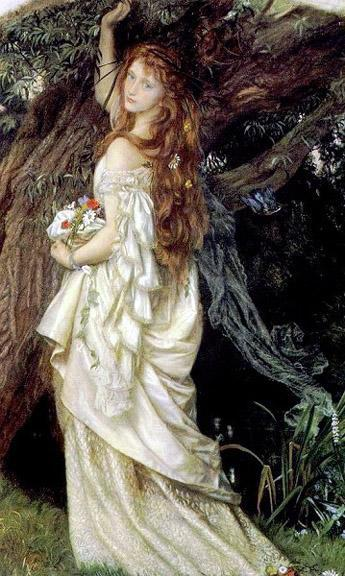
アーサー・ヒューズ  - 「オフィーリア II」
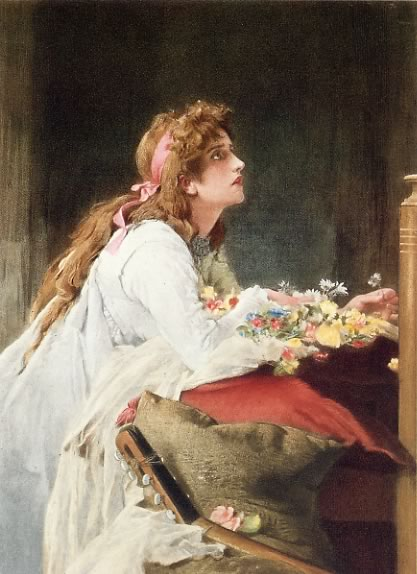
マーカス・ストーン「オフィーリア」
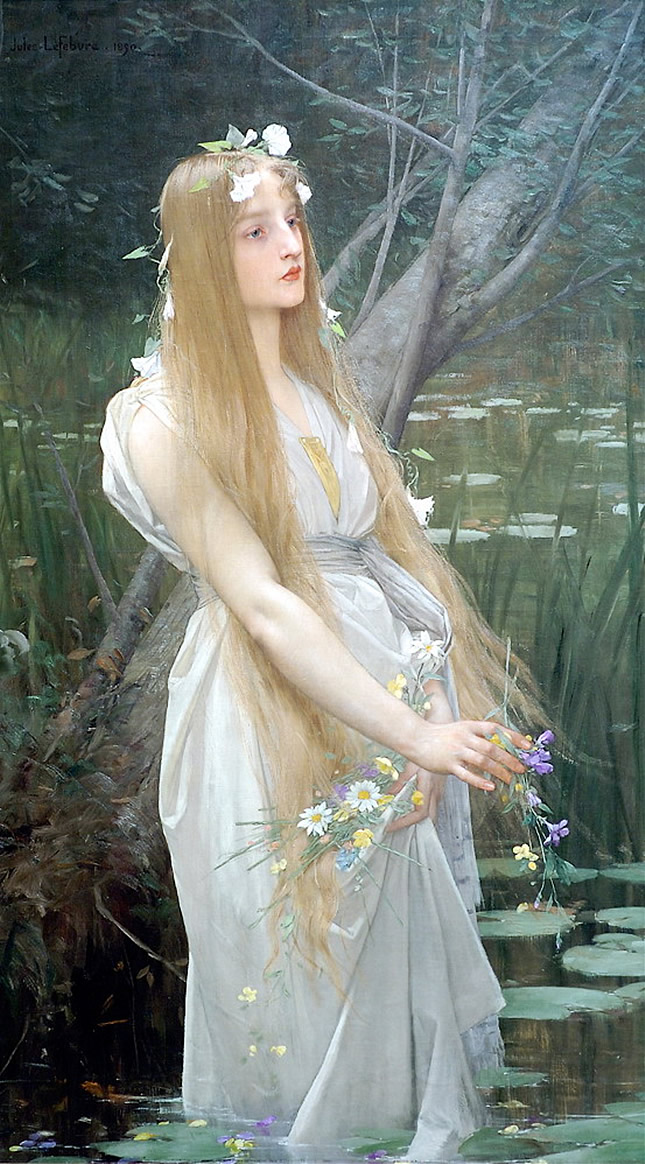
ジュール・ジョゼフ・ルフェーブル「オフィーリア」
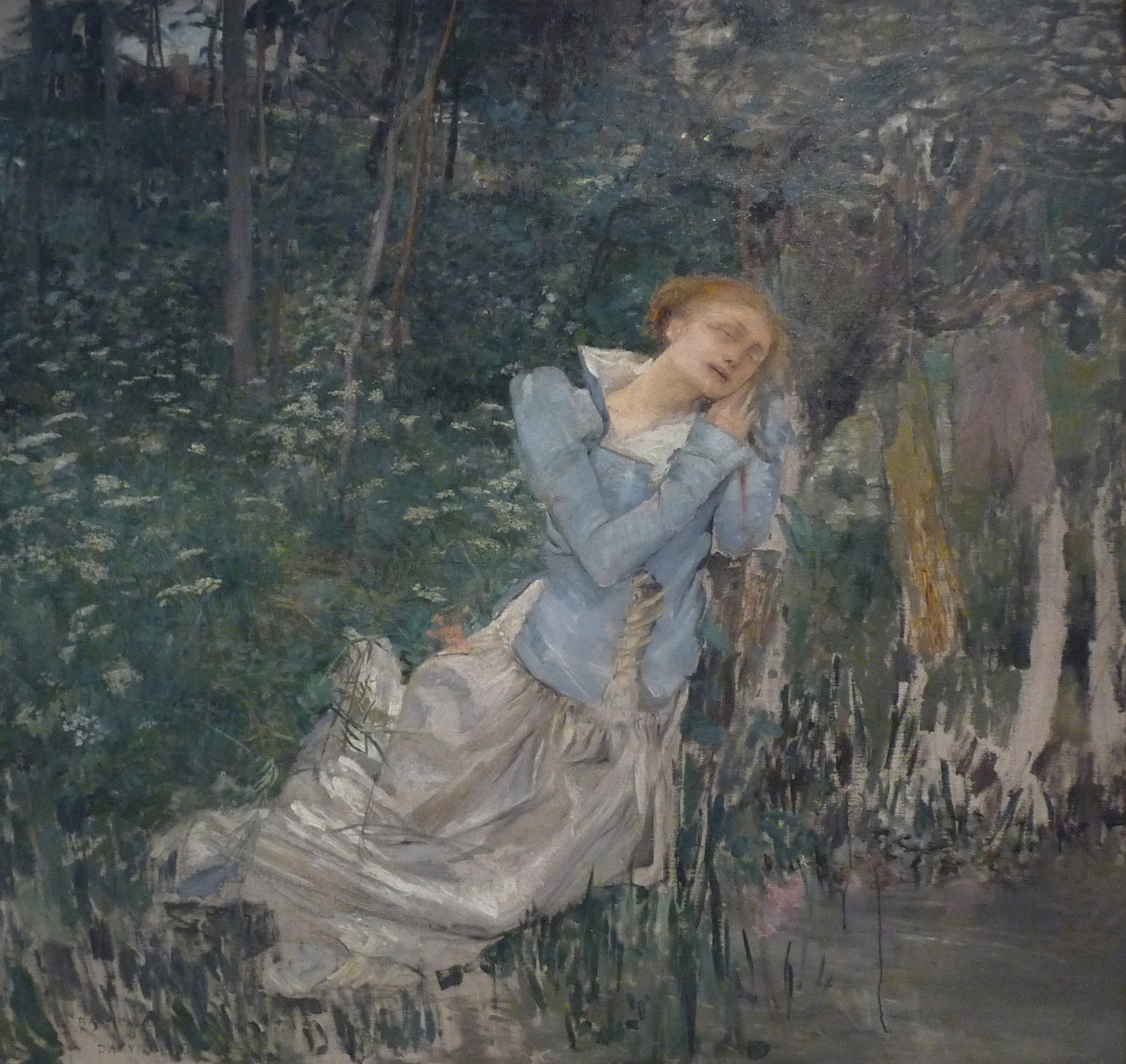
ジュール・バスティアン＝ルパージュ「オフィーリア」
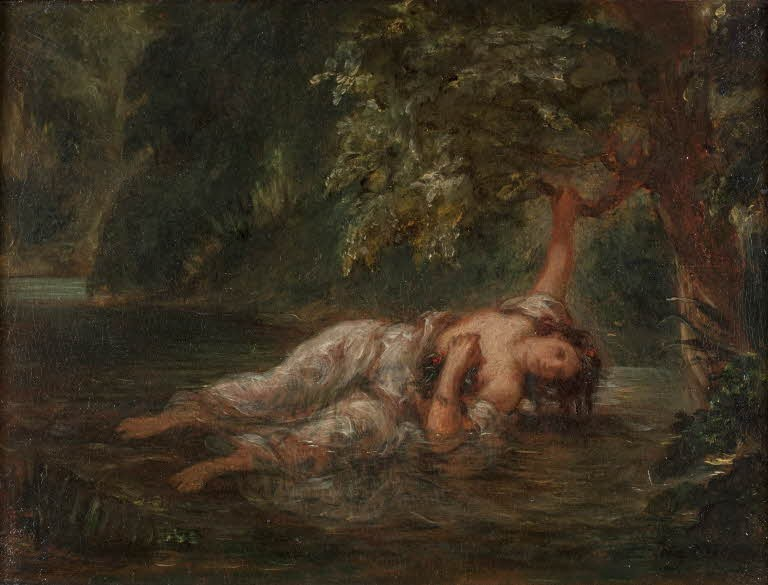
ウジェーヌ・ドラクロワ「オフィーリアの死」
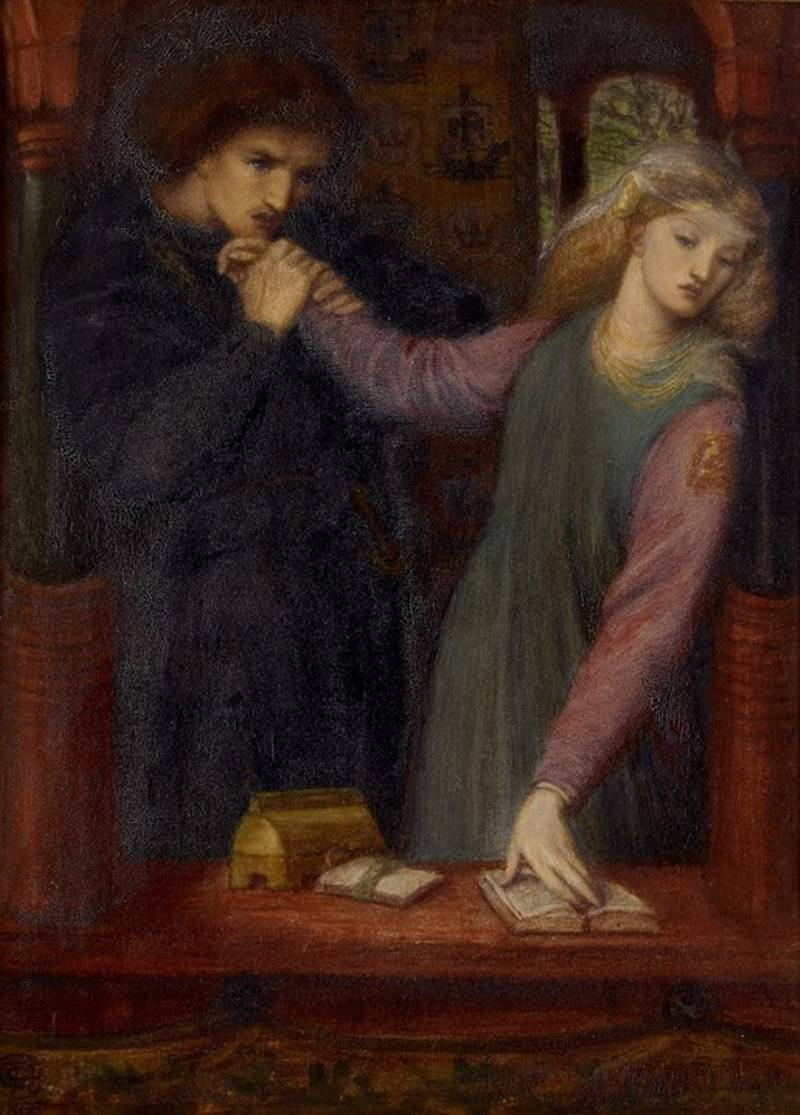
ダンテ・ゲイブリエル・ロセッティ「ハムレットとオフィーリア」
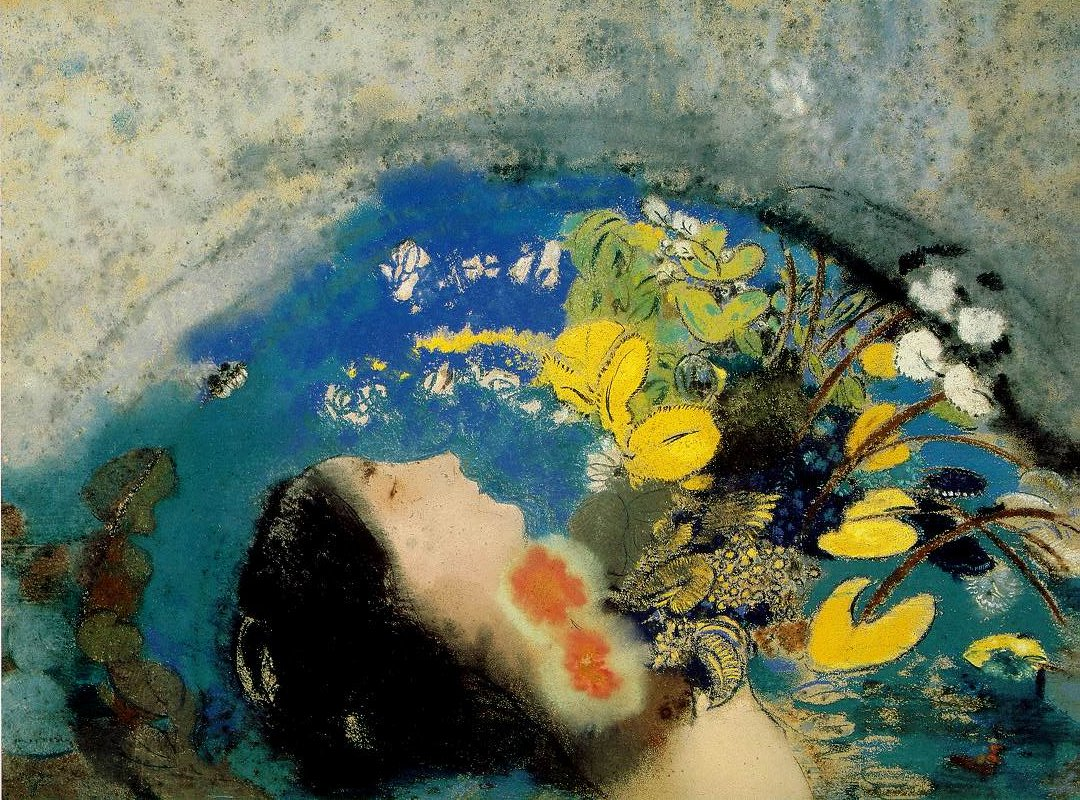
オディロン・ルドン「オフィーリア」
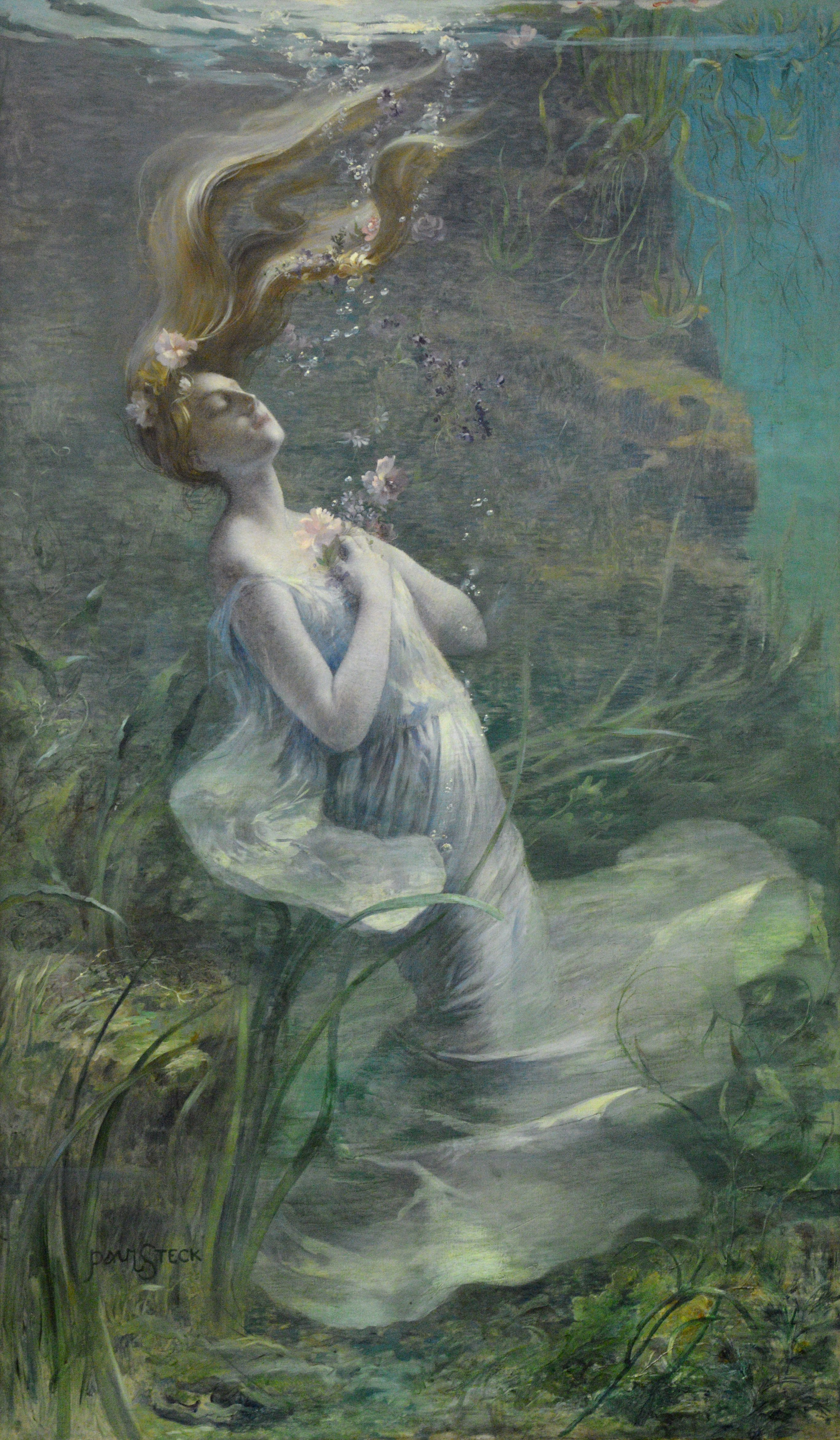
ポール・アルベール・ステック「オフィーリア」

## 翻案におけるオフィーリア

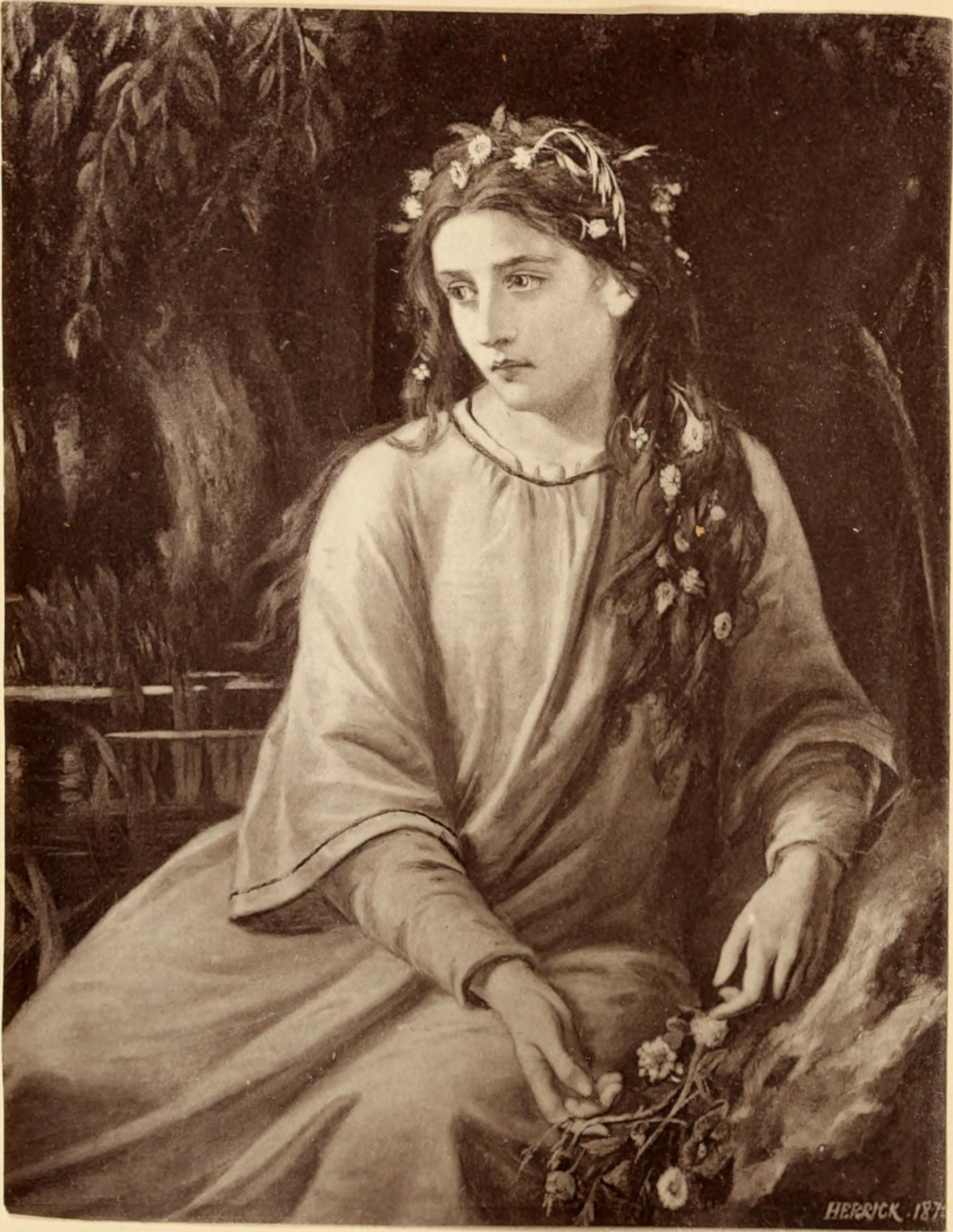
メアリ・カウデン・クラークがシェイクスピアのヒロインの少女時代を描いた The Girlhood of Shakespeare's Heroines に登場するオフィーリアの挿絵

- FXケーブルのテレビドラマ、『サンズ・オブ・アナーキー』のタラ・ノウルズはオフィーリアにあたる役柄である[24]。
- ポール・グリフィスの小説 let me tell you （2008年）におけるオフィーリアはシェイクスピアの登場人物の派生形で、自分の物語を自分の言葉で語るが、文字通りの意味で芝居で話すことになっている言葉しか使えない。子ども時代のこと、両親や兄のこと、ハムレットのこと、芝居が始まる時点までに起こったことなどを語る[25]。
- ジャンニーナ・ブラスキのポストコロニアル小説 United States of Banana （2011年）におけるオフィーリアは21世紀の受動的攻撃行動をとる人物で、元恋人のハムレットと言い争っている時に手首を切ると脅す。フアン・パブロ・フェリクスによる舞台化が2015年にニューヨークのコロンビア劇場で上演された。

## ノンフィクション
心理学者のメアリ・パイファーはシェイクスピアのオフィーリアにちなんで自著を Reviving Ophelia: Saving the Selves of Adolescent Girls （1994年、日本語タイトル『オフェリアの生還―傷ついた少女たちはいかにして救われたか?』岡田好恵訳、学習研究社、1997年）と命名した。この本の中でパイファーは、現代アメリカの思春期の少女たちがおくる問題の多い生活を精査している。